# Esquadrão N.º 5 da RAAF
O Esquadrão N.º 5 foi um esquadrão da Real Força Aérea Australianaque desempenhou funções de instrução, cooperação com o exército e esquadrão de helicópteros. O esquadrão foi formado em 1917 como uma unidade de treino do Australian Flying Corps na Grã-Bretanha, preparando os pilotos para o serviço na Frente Ocidental durante a Primeira Guerra Mundial. Posteriormente, tornou-se um esquadrão de cooperação com a frota naval, mas mais tarde foi redesignado como Esquadrão N.º 9 da RAAF antes de ser formado novamente como um esquadrão de cooperação com o exército durante a Segunda Guerra Mundial . Em meados da década de 1960, foi reformado como um esquadrão de helicópteros, antes de ser dissolvido em dezembro de 1989, quando foi usado para formar a Escola de Treino de Helicópteros das Forças Armadas da Austrália.